# Îles Marshall aux Jeux olympiques
La participation des îles Marshall aux Jeux olympiques débute lors des Jeux d'été de 2008 à Pékin.
Le pays n'a jamais participé aux Jeux d'hiver et n'a jamais remporté de médailles.
Les athlètes marshallais participent aux Jeux grâce au Comité national olympique des Îles Marshall qui sélectionne les sportifs pouvant concourir aux Jeux d'été, celui-ci a été créé en 2001 et reconnu par le Comité international olympique en 2006.